# سكرانتون سيتي هول
يقعُ سكرانتون سيتي هول في شارعي واشنطن ومولبيري في قسم وسط ولاية بنسلفانيا الأمريكية. إنه مبنى من الحجر الجيري على الطراز القوطي الفيكتوري من ثلاثة طوابق مع تقليمٍ بالحجر الرملي، صمَّمه المهندسين المعماريين إدوين إل والتر وفريدريك لورد براون وتم بناؤه في عام 1888. بضمُّ المبنى الرئيسي، الواقع في شارع واشنطن، مكاتب عمدة المدينة والمسؤولين التنفيذيين الآخرين: كاتب المدينة، والمراقب المالي، ورئيس الشرطة، وأولئك الذين يعملون تحت إشرافهم المباشر. يربطه جسر من الطابق الثاني بمقر إدارة الإطفاء، مقابل شارع مولبيري، تم بناؤه في نفس الوقت من قبل نفس المهندسين المعماريين بنفس الأسلوب. مظرًا لأنَّ الاثنين يشكلان مجمعًا أكبر، فقد تم إدراجهما معًا عند إضافة المبنى إلى السجل الوطني للأماكن التاريخية في عام 1981 كمبنى بلدي ومحطة إطفاء مركزية، 340.